# Jezioro Urszulewskie
Jezioro Urszulewskie – jezioro w Polsce, położone na pograniczu województwa kujawsko-pomorskiego i mazowieckiego, w powiecie rypińskim i powiatu sierpeckiego, w granicach administracyjnych gmin Skrwilno i Szczutowo. Leży we wschodniej części makroregionu Pojezierze Chełmińsko-Dobrzyńskie w mezoregionie Równina Urszulewska. Z Jeziora Urszulewskiego wypływa struga Urszulewka. Jest to jezioro polodowcowe rynnowe.
Na jeziorze obowiązuje zakaz używania jednostek pływających wyposażonych w silniki o napędzie spalinowym.

## Dane morfometryczne
- powierzchnia: 308,1 ha
- powierzchnia zlewni: 29,5 km²[potrzebny przypis] lub 32,32 km²[4]
- objętość: 7792,2 tys. m³
- głębokość maksymalna: 6,2 m
- głębokość średnia: 2,5 m

## Charakterystyka ekosystemu zlewni całkowitej Jeziora Urszulewskiego

### Geologia i geomorfologia
Charakteryzowany obszar położony jest w całości w południowo-zachodniej części Równiny Urszulewskiej, która znajduje się w obrębie środkowej części niecki brzeżnej. Obejmuje ona sandr, który uformowany został w czasie trwania fazy poznańskiej zlodowacenia Wisły w efekcie działalności wód roztopowych płynących od czoła lądolodu stagnującego na linii moren dobrzyńskich. Zbudowany jest on głównie z piasków i żwirów wolnolodowcowych, których pochodzenie wiąże się ze stadiałem leszczyńsko-pomorskim zlodowacenia bałtyckiego. Obszar ten nazywany jest sandrem dobrzyńskim lub sandrem Skrwy.